# Капучини (Рим)
Капучини је насеље у Италији у округу Рим, региону Лацио.
Према процени из 2011. у насељу је живело 73 становника. Насеље се налази на надморској висини од 258 м.